# إيرل وارين

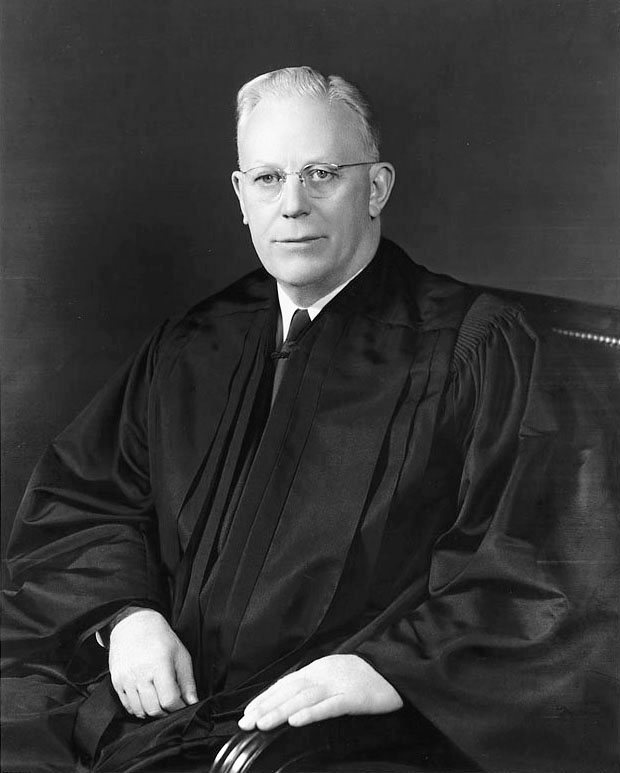
إيرل وارين

إيرل وارين (بالإنجليزية: Earl Warren)‏ (19 مارس 1891 - 9 يوليو 1974) كان قاضي وسياسي أمريكي شغل منصب حاكم كاليفورنيا الثلاثين بين عامي 1943-1953 وفيما بعد عين رئيس المحكمة العليا الرابع عشر للولايات المتحدة بين عامي 1953-1969.
عرف وارن بقراراته الليبرالية، وحكم بحظر الفصل العنصري في المدارس العامة وأعاد تشكيل العديد من مجالات القانون الأمريكي، خاصة فيما يتعلق بحقوق المتهمين، وإنهاء الصلوات في المدارس العامة، ألزم بتنفيذ قرار «صوت واحد رجل واحد» بشأن تقسيم الدوائر الانتخابية. جعل وارن من المحكمة العليا مركزًا قياديا على أساس أكثر توافقاً مع الكونغرس والرئاسة، وبالأخص من خلال أربعة قرارات تاريخية: براون ضد مجلس التعليم (1954)، غيديون ضد واينرايت (1963)، رينولدز ضد سيمز (1964)، ميراندا ضد أريزونا (1966).
وارن هو الشخص الوحيد الذي تم انتخابه حاكما لولاية كاليفورنيا لثلاث ولايات متتالية، وبهذه المرات الثلاث يأتي وارن في المرتبة الثانية بعد جيري براون عدد مرات الفوز في انتخابات حكام ولاية كاليفورنيا. وقبل أن يشغل هذا المنصب، كان النائب العام في مقاطعة ألاميدا والنائب العام لولاية كاليفورنيا.
ترشح وارن لمنصب نائب الرئيس عن الحزب الجمهوري في عام 1948 مع المرشح الرئيسي توماس ادموند ديوي. تم تعيينه لرئاسة ما أصبح يعرف باسم لجنة وارن، التي تشكلت للتحقيق في اغتيال جون كينيدي عام 1963.

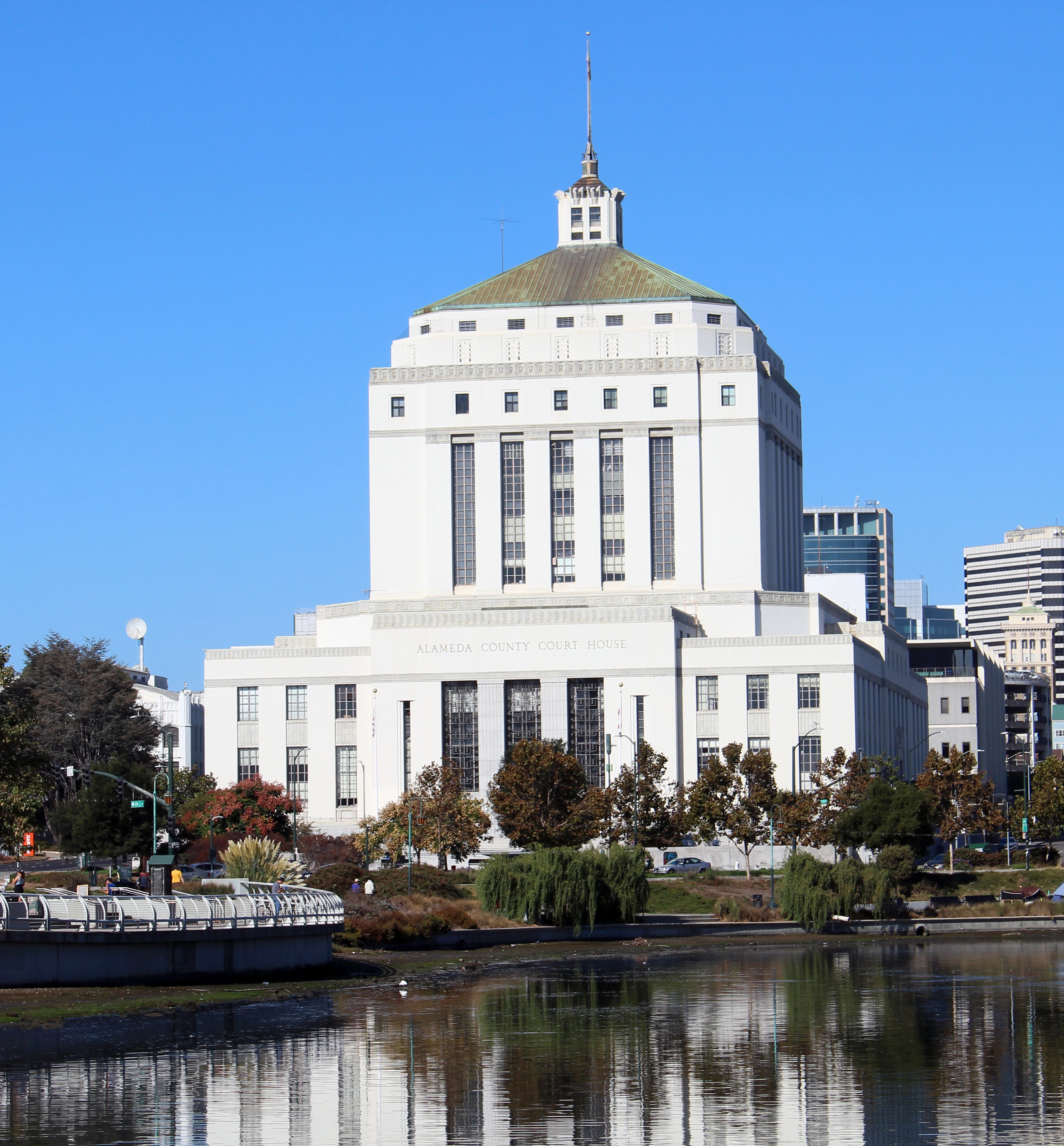
اكتمل بناء دار رينيه ديفيدسون للقضاء في عام 1934، وهي المحكمة الرئيسية ضمن الهيئة القضائية العليا في مقاطعة ألاميدا.

## المدعي العام للمدينة والمقاطعة
في أواخر عام 1918، عاد وارين إلى أوكلاند ليشغل منصب المساعد التشريعي لليون غراي، العضو المنتخب حديثًا في جمعية ولاية كاليفورنيا. بعد وقت قصير من وصوله إلى عاصمة الولاية ساكرامنتو، أعطي وارين منصب المساعد الإداري في اللجنة القضائية للجمعية. في عام 1920، شغل وارين منصب نائب المدعي العام لمقاطعة ألاميدا، وذلك بعد فترة وجيزة قضاها كنائب للمدعي العام لمدينة أوكلاند. بحلول نهاية 1924، كان وارين أكبر شخص في القسم، إلى جانب عزرا ديكوتو المدعي العام للمنطقة. دعم العديد من زملائه المهنيين كالفين كوليدج، ولكنه أعطى صوته لمرشح الحزب التقدمي روبرت لا فوليت في الانتخابات الرئاسية لعام 1924. في نفس العام، شارك وارين لأول مرة في السياسة الانتخابية، حيث عمل مديرًا لحملة صديقه، عضو الجمعية الجمهوري فرانك أندرسون.
حصل وارين على منصب المدعي العام في مقاطعة ألاميدا في عام 1925، بدعم من الحاكم فريند ريتشاردسون والناشر جوزيف نولاند، زعيم الفصيل المحافظ لجمهوريي خليج سان فرانسيسكو. في عام 1926، واجه وارين حملة إعادة انتخاب صعبة، فقد سعى مايكل جوزيف كيلي -المسؤول الجمهوري المحلي- إلى الإطاحة به. رفض وارين المساعدات السياسية واعتمد على نفسه في تمويل جزء كبير من الحملة، ما تركه في وضع مالي حرج مقارنةً ببريستون هيغينز -المرشح المفضل لكيلي. ومع ذلك، حقق وارين فوزًا ساحقًا على هيغينز حين حصل على ثلثي الأصوات. عندما ترشح للانتخابات مرة أخرى في عام 1930، كانت المعارضة ورقية لا أكثر.
اكتسب وارين سمعة على مستوى الولاية باعتباره المدعي العام القاسي الحازم الذي حارب الفساد في الحكومة وأدار مكتبه بطريقة حيادية. أيد وارين بشدة استقلالية وكالات إنفاذ القانون، لكنه آمن أيضًا بضرورة إنصاف تصرفات الشرطة والمدعين العامين. فرض وارين قانون حظر الكحوليات في الولايات المتحدة بصرامة، على عكس العديد من مسؤولي تطبيق القانون المحليين الآخرين في عشرينيات القرن الماضي. في عام 1927، بدأ التحقيق في قضية فساد موجهة للشريف بيرتون بيكر. بعد محاكمة وصفها البعض في الصحافة بأنها: «أكبر قضية فضحت استغلال المنصب في تاريخ البلاد»، ربح وارين القضية الموجهة لبيكر في عام 1930. اعترف أحد عناصره السريين أنه شهد زورًا لربح قضايا غير مشروعة، وفي هذا الشأن، تولى وارين شخصيًا مسؤولية مقاضاته. حظيت جهود وارين باهتمام الشعب وانتباهه. في عام 1931، وصف وارين في استطلاع للرأي أجري على مستوى البلاد بأنه: «المدعي العام الأذكى والأكثر استقلالية سياسيًا في الولايات المتحدة».
ضرب الكساد الكبير منطقة خليج سان فرانسيسكو بشدة في ثلاثينيات القرن الماضي، ما أدى إلى ارتفاع مستويات البطالة وزعزعة استقرار النظام السياسي. اتخذ وارين موقفًا متشددًا ضد العمل أثناء التحضير للإضراب العام في سان فرانسيسكو. في قضية ويتني ضد كاليفورنيا (1927)، قاضى وارين امرأة بموجب قانون النقابات الجنائية في كاليفورنيا لحضورها اجتماع شيوعي في أوكلاند. في عام 1936، واجه وارين أحد أكثر الحالات إثارة للجدل في حياته المهنية بعد العثور على جورج ألبرتس، كبير مهندسي سفن الشحن، ميتًا. اعتقد وارين أن ألبرتس قتل في مؤامرة دبرها اتحاديون يساريون متطرفون، وفاز بإدانة بعض المسؤولين الاتحاديين، وهم: جورج والاس وإيرل كينغ وإرنست رامزي وفرانك كونر. ادعى العديد من أعضاء الاتحاد بأن مكتب وارين ورط المدعى عليهم، واحتجوا على المحاكمة.

### زعيم حزب الولاية
خلال عمله كمدعي عام لمقاطعة ألاميدا، برز وارين كزعيم للحزب الجمهوري للولاية. شغل منصب رئيس المقاطعة لحملة هربرت هوفر عام 1932، وبعد فوز فرانكلين روزفلت في تلك الانتخابات، هاجم سياسات الصفقة الجديدة لروزفلت. في عام 1934، أصبح وارين رئيسًا للحزب الجمهوري للولاية، وقاد حملة عامة لمعارضة ترشح الديمقراطي أبتون سنكلير لمنصب حاكم الولاية. في عام 1936، أصبح وارين معروفًا على المستوى الوطني بعد قيادته حملة ناجحة لانتخاب قائمة من المفوضين المستقلين في المؤتمر الوطني الجمهوري. خلال ذلك، شكلت معارضته لسيطرة الحاكم فرانك فينلي مريم والناشر ويليام راندولف هارست جزء كبير من دوافعه. في انتخابات الرئاسة الأمريكية لعام 1936، قاد وارين حملة انتخابية لصالح المرشح الجمهوري غير الناجح آلف لاندون.

## العائلة والحياة الاجتماعية
بعد الحرب العالمية الأولى، عاش وارين مع أخته وزوجها في أوكلاند. في عام 1921، التقى نينا إليزابيث مايرز (ني بالمكيست)، وهي مديرة متجر أرملة تبلغ من العمر 28 عام ولديها ابن يبلغ من العمر ثلاث سنوات. ولدت نينا في السويد لقسيس معمداني وزوجته، وهاجرت مع عائلتها إلى الولايات المتحدة عندما كانت رضيعة. تزوج وارين ونينا في 4 أكتوبر 1925، أي بعد فترة وجيزة من حصول وارين على منصب المدعي العام. ولدت طفلتهما الأولى، فيرجينيا، عام 1928، ثم أنجبا أربعة أطفال آخرين: إيرل جونيور (1930) ودوروثي (1931) ونينا إليزابيث (1933) وروبرت (1935)، وتبنى وارين ابن نينا، جيمس. كان وارين والد زوجة جون تشارلز دالي، مضيف برنامج الألعاب التلفزيونية «وات إز ماي لاين؟»، بعد زواج الأخير من فيرجينيا. حظي وارين بعلاقة وثيقة مع زوجته؛ ووصفت إحدى البنات علاقتهما بأنها: «العلاقة المثالية التي أحلم بها». في عام 1935، انتقلت العائلة إلى منزل مكون من سبع غرف نوم يقع على أطراف مركز مدينة أوكلاند. أرسلت عائلة وارين أطفالها بانتظام لحضور مدرسة الأحد في كنيسة معمدانية محلية، ولكن وارين لم يكن من رواد الكنيسة المنتظمين. في عام 1938، تعرض والد وارين –مات- للقتل، ولم يكتشف المحققون هوية القاتل قط. في عام 1943، انتقل وارين وعائلته إلى عاصمة الولاية ساكرامنتو. وفي عام 1953، انتقلوا إلى واردمان بارك، وهو فندق سكني في واشنطن العاصمة. 
بعد عام 1919، عمل وارين بنشاط كبير في مجموعات مختلفة؛ كالماسونية والمنظمة المستقلة للزملاء الاستثنائيين ومنظمة إلكس الخيرية وأخوية موس الصالحة (حصل على رتبة الحاج، وهي أعلى رتبة في الأخوية) والفيلق الأمريكي. قدمت كل مجموعة لوارين أصدقاء جدد واتصالات سياسية مختلفة. ترقى تدريجيًا في رتب الأخوية الماسونية، وبلغ الأمر ذروته حين انتخب كزعيم لماسونيي ولاية كاليفورنيا من 1935 إلى 1936. يقول جيم نيوتن، كاتب السيرة الذاتية لوارين: «ازدهر وارين بين الماسونيين لأنه شاركهم مثلهم العليا. في المقابل، ساعدت هذه المثل في تشكيل شخصيته وتغذية التزامه في الواجبات، وعمقت اقتناعه بأن أفضل طريقة لمعالجة مشاكل المجتمع هي من خلال مجموعات صغيرة من المواطنين المستنيرين ذوي النوايا الحسنة. جمعت هذه المثل بين نزعة وارين التقدمية وجمهوريته وماسونيته». 

## روابط خارجية
- إيرل وارين على موقع IMDb (الإنجليزية)
- إيرل وارين على موقع الموسوعة البريطانية (الإنجليزية)
- إيرل وارين على موقع مونزينجر (الألمانية)
- إيرل وارين على موقع إن إن دي بي (الإنجليزية)
- إيرل وارين على موقع قاعدة بيانات الفيلم (الإنجليزية)
- إيرل وارين على موقع كينوبويسك (الروسية)